# Libkovice (Lubenec)

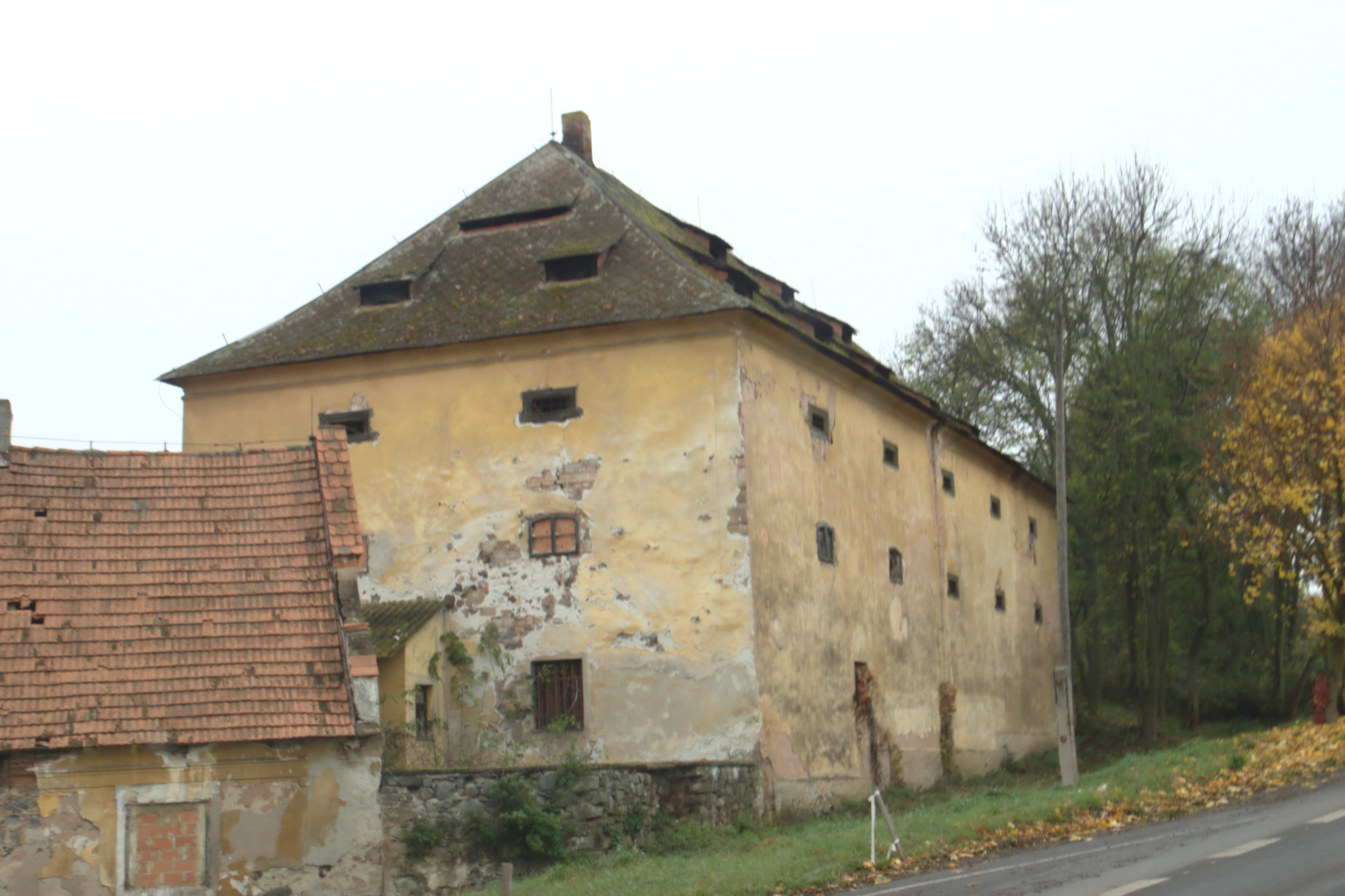
Getreidespeicher

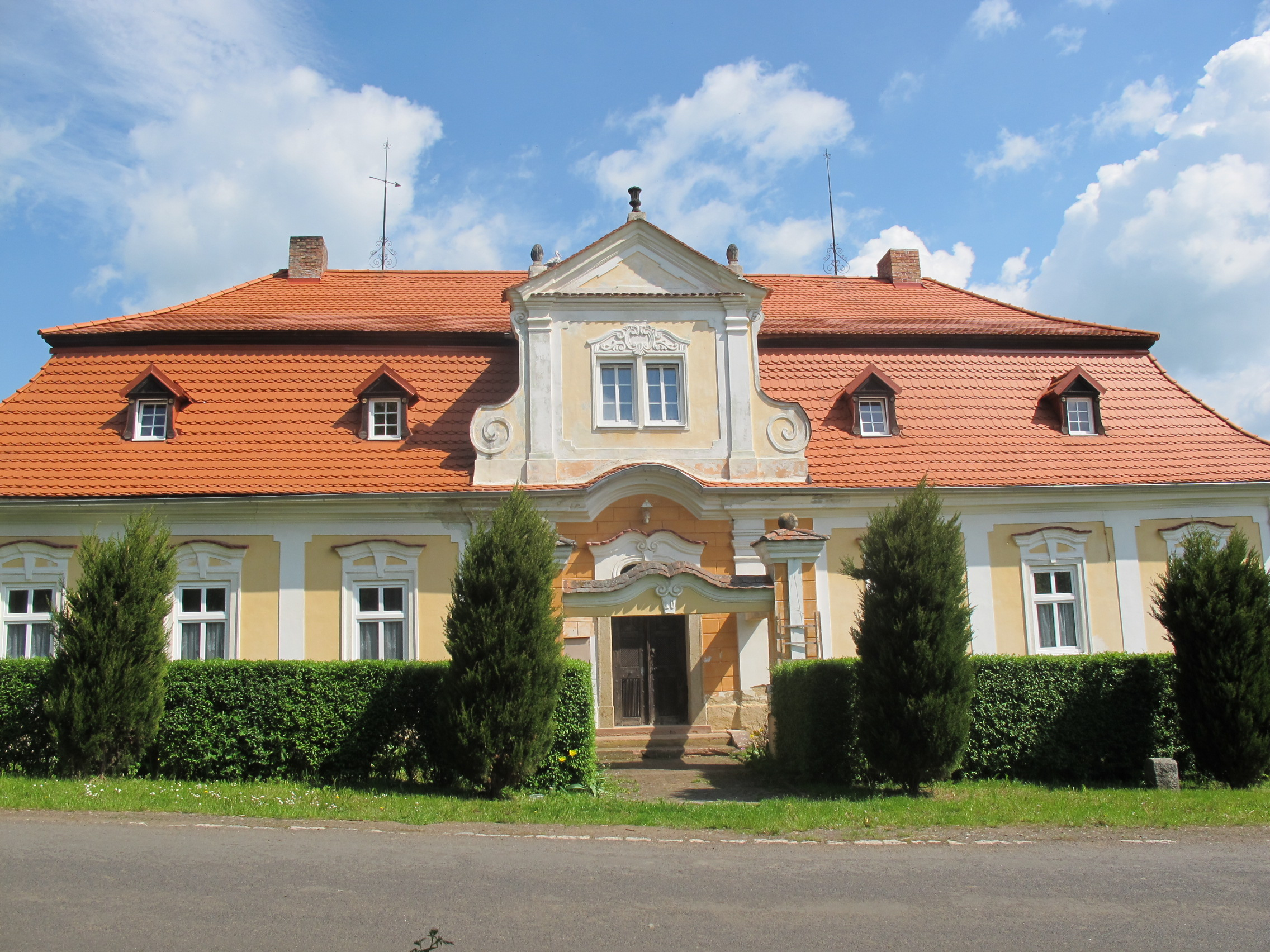
Neubarockes Gutshaus

Libkovice (deutsch Li(e)bkowitz; tschechisch historisch Libkowice bzw. Libkowec) ist ein Ortsteil der Gemeinde Lubenec (Lubenz) im Okres Louny (Bezirk Laun) in Tschechien.

## Lage
Libkovice liegt etwa drei Kilometer westlich von Lubenec (Lubenz). Nachbarorte sind Bošov (Poschau) im Westen, Nová Teplice (Neu Teplitz) im Südwesten, Nahořečice (Nahorscheditz) im Norden, Libyně (Libin) im Nordosten, Lubenec (Lubenz) im Osten und Podštěly (Badstübl) im Süden.

## Geschichte
Die erste schriftliche Erwähnung erfolgte 1292 als „Lubkowicz“. Das heute nicht mehr existierende Schloss soll früher Sitz der Ritter von Libkowec gewesen sein. 1558 erscheint als Besitzer des Gutes Georg Hora von Ocjelowicz. 1609 gehörte es Freiherr Joachim Liebsteinsky von Kolowrat und 1678 einer Gräfin Zdinka von Waldstein, geb. Freiin Liebsteinsky von Kolowrat. 1716 war der Eigentümer Graf Franz Karl von Clary und Aldringen. 1755 erhielt es Adam Franz von Hartig, der die Herrschaft Liebkowitz, bestehend aus Liebkowitz, Groß-Fürwitz, und Tepeles bzw. Neu-Döplitz 1774 dem Anton von Klement und Franz Xaver Putz von Breitenbach überließ. Am 23. Mai 1807 kauften das um das neue Dorf Poschau erweiterte Gut die Eheleute Bernhard und Maximiliana Wenisch. Von ihnen erbte es 1840 deren Sohn Franz Wenisch. Liebkowitz war zur Kirche St. Wenzel in Nahorscheditz gepfarrt, wo auch der Friedhof lag.
Bis 1834 bestand in Liebkowitz eine k. k. Fahr- und Briefpost die nach Lubenz verlegt wurde. 1847 zählte das Dorf 45 Häuser mit 103 Einwohnern, darunter ein Judenhaus mit drei jüdischen Familien, ein obrigkeitliches Schloss, ein Maierhof, ein Brauhaus und ein Einkehrhaus. Abseits lagen ein Jägerhaus, eine Schäferei, die sogenannten Ziegelhäusel, die Spinna oder Obere Mühle, die Neue oder Untere Mühle, sowie eine Wasenmeisterei. Nach der Aufhebung der Patrimonialherrschaften bildete Liebkowitz seit 1850 eine Gemeinde im Gerichtsbezirk Luditz. Ab 1868 gehörte die Gemeinde zum Bezirk Luditz. Im Jahr darauf wurde Neutöplitz eingemeindet. Nach dem Münchner Abkommen wurde der Ort dem Deutschen Reich zugeschlagen und gehörte bis 1945 zum Landkreis Luditz. 1921 hatte Liebkowitz 274 Einwohner, davon sieben Tschechen. 1931 waren es 259 Einwohner, davon 19 Tschechen. Als Folge des Zweiten Weltkrieges wurden die mehrheitlich deutschsprachigen Bewohner enteignet und vertrieben. Im Zuge der Gebietsreform von 1948 wurde der Okres Žlutice aufgelöst und die Gemeinde Libkovice zum 1. Februar 1949 dem Okres Podbořany zugeordnet. Bei der folgenden Gebietsreform von 1960 erfolgte sowohl die Aufhebung des Okres Podbořany als auch der Gemeinde Libkovice; Libkovice wurde nach Lubenec im Okres Louny eingemeindet, während Nová Teplice zur Gemeinde Chyše in den Okres Karlovy Vary kam. In den 1970er Jahren wurde das verfallene Schloss abgetragen. Erhalten blieb der Getreidespeicher.
Im Oktober 2010 begann südlich des Dorfes der Bau eines vier Kilometer langen Teilstückes der Autobahn D 6 zwischen Bošov und Libkovice, das im November 2015 übergeben und zwischen 2018 und 2021 bis Jelení verlängert wurde.

## Sehenswürdigkeiten
- Getreidespeicher des Schlosses
- neubarockes Gutshaus

## Persönlichkeiten
- Franz Xaver Putz von Breitenbach (1737–1794), Gutsbesitzer